# جان لاندویک
جان لاندویک (انگلیسی: John Lundvik؛ زادهٔ ۲۷ ژانویهٔ ۱۹۸۳) موسیقی‌دان اهل سوئد است. وی از سال ۲۰۱۰ میلادی تاکنون مشغول فعالیت بوده‌است.
او در مسابقه آواز یوروویژن ۲۰۱۹ نماینده سوئد بود.